# San Miguel Almaya
San Miguel Almaya es una  localidad que está situada en el Municipio de Capulhuac en el Estado de México. Tiene 8729 habitantes. Se encuentra a 2720 metros de altitud.
Es considerada comunidad indígena y su sistema de gobierno es de “usos y costumbres”.

## Geografía
En la localidad de San Miguel Almaya hay una laguna; que cuenta con fauna acuática. Dicha laguna da origen a una leyenda: la leyenda de “LA TLANCHANA”, un ser mítico el cual protege su hogar (la laguna) y se dice que con su canto atrae a los hombres para posteriormente llevárselos al fondo de este cuerpo de agua. 
La localidad se encuentra establecida en las faldas del cerro QUILOTZIN , que en realidad se trata de un volcán de agua inactivo, en el cual existe variedad de fauna, como algunas águilas, halcones, lechuzas y búhos, reptiles, serpientes de cascabel, lagartijas e iguanas, mamíferos: coyotes, tuzas, conejos, gatos montés.
Visitantes y habitantes realizan varias actividades recreativas así como caminar, correr, días de campo y algunas reforestaciones.

## Arte Comunitario
Existen grupos de jóvenes pertenecientes a la comunidad, quienes tienen como propósito cuidar, preservar y enaltecer la cultura, costumbres y tradiciones de San Miguel Almaya.
Se unen para trabajar frente a problemáticas sociales (poco apoyo al arte) y medioambientales (entre ellos la contaminación de espacios naturales y el agua). Desarrollando ExpoMural QUILOTZIN, donde se reúnen artistas, ponentes y muralistas de distintos estados para llenar las calles de color e historias. Los habitantes y la delegación hacen donaciones y apoyan para lograr que este festival se lleve a cabo
Entre los grupos más reconocidos se encuentran "Cantos de Almaya" y "Almaya Records".

## Demografía
En la localidad hay 2235 hombres y 2323 mujeres. La relación mujeres/hombres es de 1.039. El ratio de fecundidad de la población femenina es de 2.46 hijos por mujer. El porcentaje de analfabetismo entre los adultos es del 3.62% (1.83% en los hombres y 5.34% en las mujeres) y el grado de escolaridad es de 8.71 (9.07 en hombres y 8.38 en mujeres).

## Educación
La localidad cuenta con instituciones educativas como son:
- Preescolares: Heriberto Enríquez, Enriqueta de Parodi.
- Primarias: Miguel Hidalgo, Lic. Benito Juárez.
- Secundarias: Telesecundaria Agustín Yáñez, Mártires de Río Blanco.
- Casa de cultura: Leona Vicario.
- Centro de salud.
- Iglesia
- 2 capillas
- Delegación
- Canchas deportivas
- Transporte público